# Clara Frediani
Clara Frediani (Pisa, 2 novembre 1908 – Pisa, 13 aprile 1982) è stata un soprano italiano.

## Biografia
Nacque a Pisa, nel centro storico; era figlia del capo tecnico dell'azienda del gas, suo fratello Emilio era un noto sportivo, apparteneva al famoso "otto" dei Canottieri Arno Pisa.
Iniziò gli studi di canto giovanissima, e debuttò a ventitré anni presso il Teatro del Giglio di Lucca, nel ruolo di Mimì ne La bohème di Giacomo Puccini.
Soprano lirico-leggero dai tratti molto accattivanti e gentili, bella figura e buona impostazione ne facevano una interprete curata e di buon livello. In seguito cantò nei principali teatri lirici italiani e stranieri in opere del suo repertorio, come Lucia di Lammermoor, La traviata, Rigoletto, L'elisir d'amore, La bohème, e altre ancora.
Cantò accanto a famosi interpreti come Beniamino Gigli, Mario Del Monaco, Galliano Masini, Giuseppe Lugo, Gino Bechi, Carlo Tagliabue, e molti altri.
Nel 1938 fu Gilda nel Rigoletto a fianco di Gino Bechi e Mario Filippeschi, tenore pisano d'adozione, nel 1941 partecipò ad alcune rappresentazioni liriche straordinarie per le Forze Armate, presso il Teatro Alessandro Bonci di Cesena, in particolare La traviata di Giuseppe Verdi, accanto al tenore Giovanni Pullini e al celebre baritono pisano Afro Poli, direttore il Maestro Angelo Costaguta. In seguito interpretò il ruolo di Gilda nel Rigoletto di G. Verdi presso il Teatro Carlo Felice di Genova, accanto a Giacomo Lauri Volpi e Gino Bechi, e nel 1943 la Lucia di Lammermoor di Gaetano Donizetti, accanto al grande tenore Mario Filippeschi e al baritono Francesco Nascimbene.
Nella stagione lirica invernale del 1942 presso il Teatro di Como, interpretò il ruolo di Gilda nel Rigoletto di G. Verdi, accanto al grande baritono Carlo Galeffi, Aldo Sinnone, M. Righetti e la direzione del Maestro Mario Cordone.
Nel 1944 cantò a Cremona, Teatro Ponchielli, il ruolo di Adina ne L'elisir d'amore di G. Donizetti, accanto a Tito Schipa (Nemorino) e Carlo Bergonzi (Belcore).
Nel 1947 compì una tournée in Sicilia, e a Catania, presso l'Arena Argentina, cantò per tre sere quasi di seguito opere molto diverse tra loro: il 6 agosto La traviata (con un giovanissimo Carlo Bergonzi nel ruolo del Barone), l'8 agosto Lucia di Lammermoor, e Cavalleria rusticana e Pagliacci il 10 agosto (interpretando rispettivamente Santuzza e Nedda), diretta dal maestro Riccardo Bottino. Altra importante produzione la vide principale interprete a Palermo, Teatro Massimo, nella Lucia di Lammermoor nel 1949, insieme ai celebri Anselmo Colzani e Salvatore Catania, diretti dal maestro Mario Rossi.
La Frediani continuò a cantare fino agli inizi degli anni '50, prediligendo i ruoli di Violetta e Gilda nel Rigoletto, ma anche di Rosina ne Il barbiere di Siviglia di Gioachino Rossini (1949 a Reggio Emilia, insieme ad Afro Poli). Terminò la sua carriera partecipando ad alcuni concerti. In età avanzata fu ricoverata presso una casa di cura a Pisa, dove morì nel 1982.